# 3480 Abante
3480 Abante è un asteroide della fascia principale. Scoperto nel 1981, presenta un'orbita caratterizzata da un semiasse maggiore pari a 3,0544585 UA e da un'eccentricità di 0,2758059, inclinata di 3,73969° rispetto all'eclittica.